# Esther
Esther (på dansk også i varianterne Ester, Esta og Estha) er et pigenavn, der muligvis stammer fra det persiske ord for "stjerne". Alternativt kan det stamme fra det mediske ord for "myrte". Navnet er kendt i hele den jødisk-kristne verden.

## Kendte personer med navnet
- Ester, lagde navn til Esters Bog i Bibelen.
- Ester Bock, dansk forfatter.
- Ester Brohus, dansk sanger.
- Ester Larsen, dansk forhenværende minister (Venstre).
- Ester Nagel, dansk forfatter.

## Navnet i fiktionen
- Esther er en musical fra 1989 af Bent Fabricius-Bjerre baseret på teaterstykket Indenfor Murene af Henri Nathansen.
- Bibelens Ester har givet anledning til flere fortolkninger, blandt andet et oratorium fra 1718 af G. F. Händel (Esther), som igen er baseret på et skuespil af Jean Racine, samt flere film og tv-serier.